# Habenaria lagunae-sanctae
Habenaria lagunae-sanctae är en orkidéart som beskrevs av Friedrich Fritz Wilhelm Ludwig Kraenzlin. Habenaria lagunae-sanctae ingår i släktet Habenaria och familjen orkidéer. Inga underarter finns listade i Catalogue of Life.